# André Hazes
André Gerardus Hazes, né le 30 juin 1951 à Amsterdam et mort le 23 septembre 2004 à Woerden, est un chanteur néerlandais. Il est l'un des chanteurs les plus populaires du XXe siècle aux Pays-Bas.

## Biographie

### Enfance
Andreas Gerardus Hazes est né le 30 juin 1951 à Amsterdam. Il est le troisième enfant d'une famille de cinq. Son père est laveur de carreaux, gagne peu d'argent, est porté sur la boisson et bat André. Dans un contexte de pénuries qui suivent la Seconde Guerre mondiale, la famille vit dans un petit appartement sans eau chaude et infesté de puces. Il écoute chez lui les musiques de la chanteuse de fado Amália Rodrigues. Au Albert Cuypmarkt où il gagne de l'argent de poche avec ses amis en rendant des services, il écoute les musiques du moment comme Piove de Willy Alberti ou Diana de Paul Anka. Il apprend vite les paroles, et doué d'une très bonne voix, les chante dans la rue, ce qui lui permet de gagner de l'argent.

### Premières performances

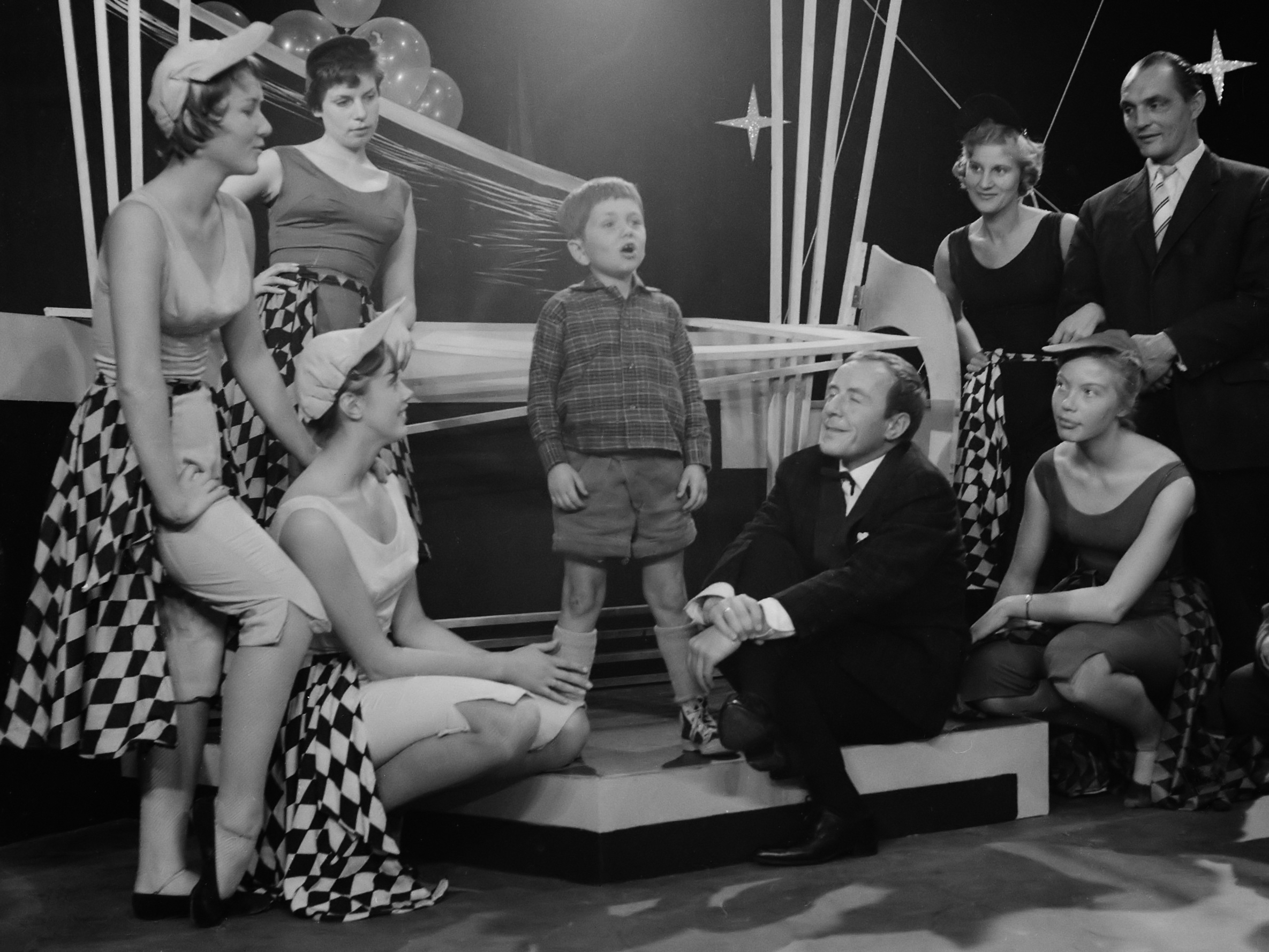
André Hazes en 1959. Il a alors 8 ans.

En 1958, il décide de chanter pour le jour de la libération. Il s'est alors bricolé une guitare avec une planche et des fils à linge. C'est un grand succès, et John Kraaijkamp, Sr., alors vedette de la télévision remarque sa voix, et propose au garçon de chanter lors de l'émission du week-end de l'AVRO, seule chaîne de télévision des Pays-Bas. C'est chose faite en novembre, et sa performance est très remarquée.
En 1963, il chante au RAI Amsterdam, et est remarqué par un chanteur américain. Il doit alors partir chanter aux États-Unis, mais l'assassinat de John F. Kennedy, avec le deuil qui s'ensuit, met brutalement fin au projet. Il devient quelque temps tambour pour l'armée du salut. Son adolescence est marquée par de nombreux petits boulots, comme mécanicien pour vélos, ramoneur, livreur, etc. À 17 ans, peu après le divorce de ses parents, commet un vol qui lui vaut six mois dans une prison pour mineurs. Il fête seul le noël suivant, ce qui lui inspire la chanson Eenzame Kerst (Noël solitaire), qu'il enregistre avec Willy Alberti en 1976. Le disque se vend à 70 000 exemplaires en trois semaines, c'est le début du succès.

### Carrière musicale
Il rencontre un nouveau grand succès avec Mamma, en 1977, et De Vlieger la même année.
Il est frappé de problèmes de gorge, aggravés par une grande consommation d'alcool, que les médicaments ne parviennent pas à traiter. Il doit être opéré en 1979. La même année, il rencontre Tim Griek, Jacques Verburgt et John van der Ven, qui souhaitent introduire un nouveau style musical, basé sur des chansons sentimentales et de la pop, avec une guitare et une batterie plus fortes. Hazes est le chanteur qui leur convient. Ensemble, ils remportent un important succès : ' n Vriend reste neuf semaines au hit-parade, et est vendu à 100 000 exemplaires. L'album suivant, Gewoon André, se vend à un demi-million d'exemplaires, et est certifié quintuple platine.
En 1981 c'est un nouveau succès avec 'n beetje verliefd, puis en 1982 Met liefde est certifié quintuple platine et obtient une harpe d'argent (nl). Il donne des concerts au Concertgebouw d'Amsterdam ou au Ahoy Rotterdam.

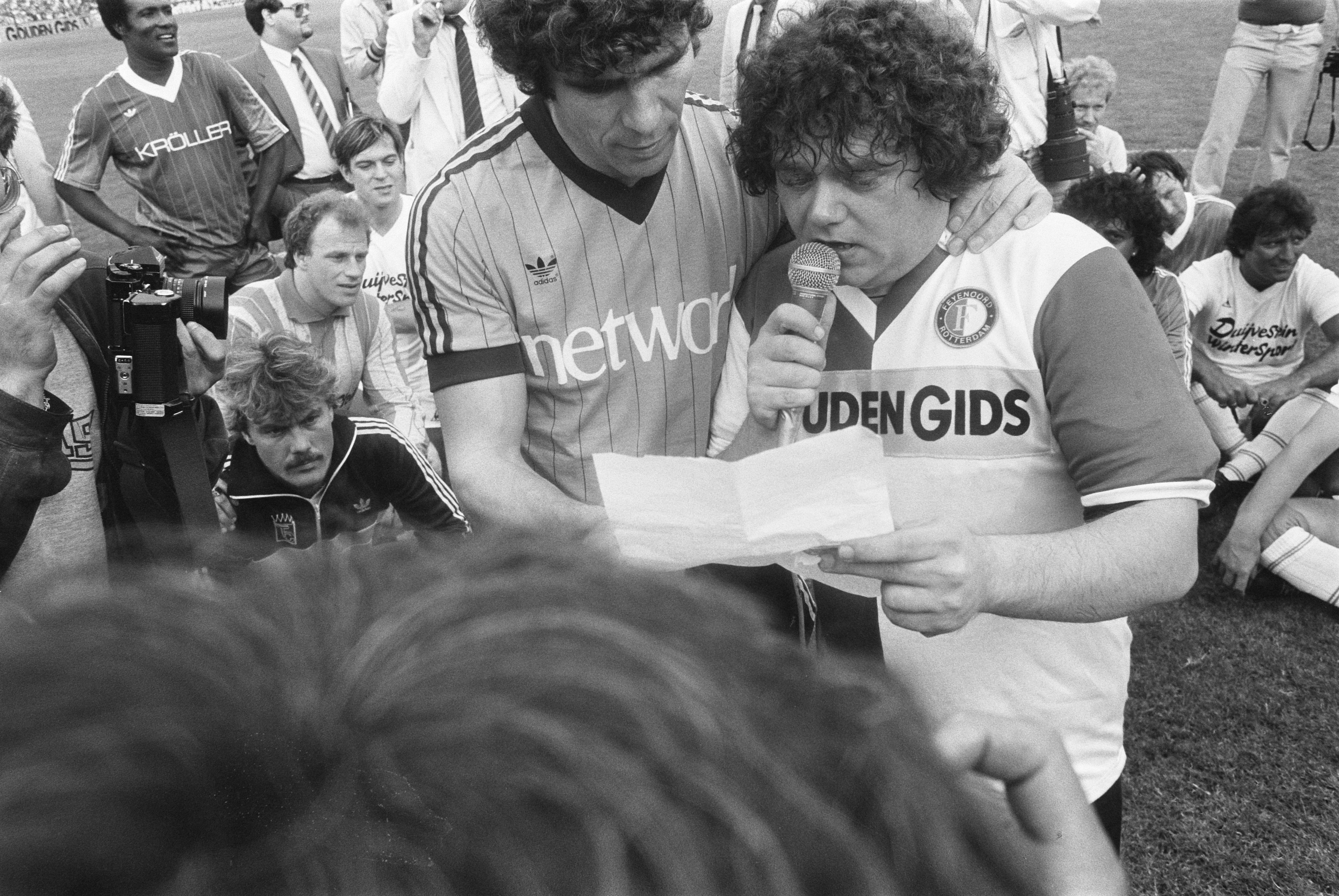
André Hazes en 1983 avec le footballeur Willem van Hanegem.

À la suite de la mort de Willy Alberti, il décide de lancer un album en italien, Innamorato, qui sort en 1986, mais n'est pas un franc succès. Le 29 octobre 1987, il est frappé d'un accident de voiture et est paralysé du bas du corps. Son ami et soutien Tim Griek, avec qui il a réalisé dix albums, trouve la mort dans un accident de voiture le 13 février 1988. Les fans d'andré Hazes craignent alors pour sa vie et sa carrière. Il sort cependant à l'occasion du championnat d'Europe de football 1988 Wij houden van Oranje, basé sur le chant écossais Auld Lang Syne, qui est massivement repris par les supporteurs néerlandais et relance sa carrière.
En 1990, Kleine Jongen, une chanson dédiée à son fils, remporte un grand succès et lui vaut un Edison (nl).
Les années suivantes, il continue de sortir des musiques, qui n'ont que des succès moyens. Il remporte cependant une Harpe d'or (nl) en 1994. Les années suivantes, des problèmes de santé l'éloignent de la scène. Il respire de l'oxygène en coulisses et n'est pas en mesure de tenir le rythme de quelques chansons.
Il se lance dans la politique et est élu sur une liste indépendante à De Ronde Venen. Il est critiqué pour ses absences aux réunions, et finit par démissionner.

## Discographie

### Albums
| Titre                                            | Date de sortie    | Date d'entrée au classement | Meilleure position | Nombre de semaines | Notes                                  |
| ------------------------------------------------ | ----------------- | --------------------------- | ------------------ | ------------------ | -------------------------------------- |
| Zo is het leven                                  | 1977              | 21 mai 1977                 | 31                 | 6                  |                                        |
| Eenzame Kerst                                    | 1977              | 19 décembre 1981            | 8                  | 4                  |                                        |
| 'n Vriend                                        | 1980              | 13 décembre 1980            | 22                 | 8                  |                                        |
| Gewoon André                                     | 1981              | 26septembre 1981            | 1 (4 semaines)     | 63                 |                                        |
| Met liefde                                       | 1982              | 02 octobre 1982             | 2                  | 22                 |                                        |
| Live concert                                     | 1983              | 25 juin 1983                | 11                 | 11                 | Album live                             |
| Voor jou                                         | 18-11-1983        | 26 novembre 1983            | 3                  | 18                 |                                        |
| Jij en ik                                        | 1984              | 10 novembre 1984            | 5                  | 27                 |                                        |
| Zoals u wenst mevrouw                            | 1984              | 04 août 1984                | 32                 | 3                  |                                        |
| Alleen met jou                                   | 1985              | 16 novembre 1985            | 3                  | 11                 |                                        |
| Innamorato                                       | 1986              | 21 juin 1986                | 16                 | 11                 |                                        |
| Jij bent alles                                   | 1987              | 11 avril 1987               | 12                 | 20                 |                                        |
| De allerbeste van                                | 1987              | 12 septembre 1987           | 15                 | 10                 | Compilation                            |
| Liefde leven geven                               | 1988              | 11 juin 1988                | 8                  | 16                 |                                        |
| Dit is wat ik wil                                | 1989              | 17 juin 1989                | 13                 | 16                 |                                        |
| Kleine jongen                                    | 1990              | 29 septembre 1990           | 7                  | 28                 |                                        |
| Samen                                            | 1991              | 28 septembre 1991           | 11                 | 12                 |                                        |
| Concertgebouw 1991 (Live)                        | 1992              | 30 mai 1992                 | 32                 | 12                 | Album live                             |
| Kerstfeest voor ons                              | 1992              | 12 décembre 1992            | 61                 | 4                  |                                        |
| Met heel mijn hart                               | 1993              | 25 septembre 1993           | 17                 | 29                 |                                        |
| Good luck Oranje                                 | 1994              | 04 juin 1994                | 8                  | 10                 | Avec l'équipe de football des Pays-Bas |
| Al 15 jaar gewoon André                          | 1994              | 15 octobre 1994             | 3                  | 258                | Compilation                            |
| Voor mijn vrienden                               | 1995              | 29 juillet 1995             | 81                 | 5                  |                                        |
| Onder de mensen                                  | 1995              | 07 octobre 1995             | 10                 | 16                 |                                        |
| Zonder zorgen                                    | 1996              | 16 novembre 1996            | 24                 | 18                 |                                        |
| Mijn gevoel                                      | 1997              | 15 novembre 1997            | 10                 | 9                  |                                        |
| Gewoon voor jou                                  | 1998              | 07 novembre 1998            | 22                 | 11                 |                                        |
| Want ik hou van jou                              | 2000              | 12 février 2000             | 3                  | 39                 |                                        |
| Nu                                               | 2001              | 06 octobre 2001             | 2                  | 15                 |                                        |
| Strijdlustig                                     | 2002              | 31 août 2002                | 1 (2 semaines)     | 22                 |                                        |
| 25 Jaar - Het allerbeste van                     | 2003              | 05 juillet 2003             | 1 (3 semaines)     | 114                | Compilation                            |
| Live in de Amsterdam Arena                       | 2003              | 11 octobre 2003             | 7                  | 28                 | Album live                             |
| Het complete hitoverzicht                        | 2005              | 17 septembre 2005           | 1 (1 semaine)      | 26                 | Posthume ; compilation                 |
| De Hazes 100                                     | 2006              | 30 septembre 2006           | 2                  | 355                | Posthume                               |
| Samen met Dré                                    | 02-11-2007        | 10 novembre 2007            | 1 (3 semaines)     | 43                 | Posthume ; triple platine              |
| Samen met Dré Live in concert                    | 2008              | 05 juillet 2008             | 10                 | 14                 | Posthume ; divers artistes             |
| Het complete hitoverzicht - deel 2               | 13 juillet 2009   | 21 mars 2009                | 17                 | 24                 | Posthume ; compilation                 |
| Live box 1982 & 2002                             | 2009              | 12 décembre 2009            | 36                 | 2                  | Posthume ; compilation de lives        |
| André Hazes 60 jaar                              | 23 septembre 2011 | 01 octobre 2011             | 49                 | 2                  | Posthume ; compilation                 |
| Best of - 3CD'                                   | 23 mars 2012      | 17 août 2013                | 41                 | 5                  | Posthume ; box set                     |
| Hazes zingt Hazes                                | 2013              | 09 novembre 2013            | 13                 | 17                 | Posthume                               |
| Eenzaam zonder jou - Het complete albumoverzicht | 2014              | 13 septembre 2014           | 8                  | 8                  | Posthume ; box set                     |
| Hazes                                            | 06 novembre 2015  | 14 novembre 2015            | 29                 | 3                  | Posthume ; compilation                 |

## Vie privée

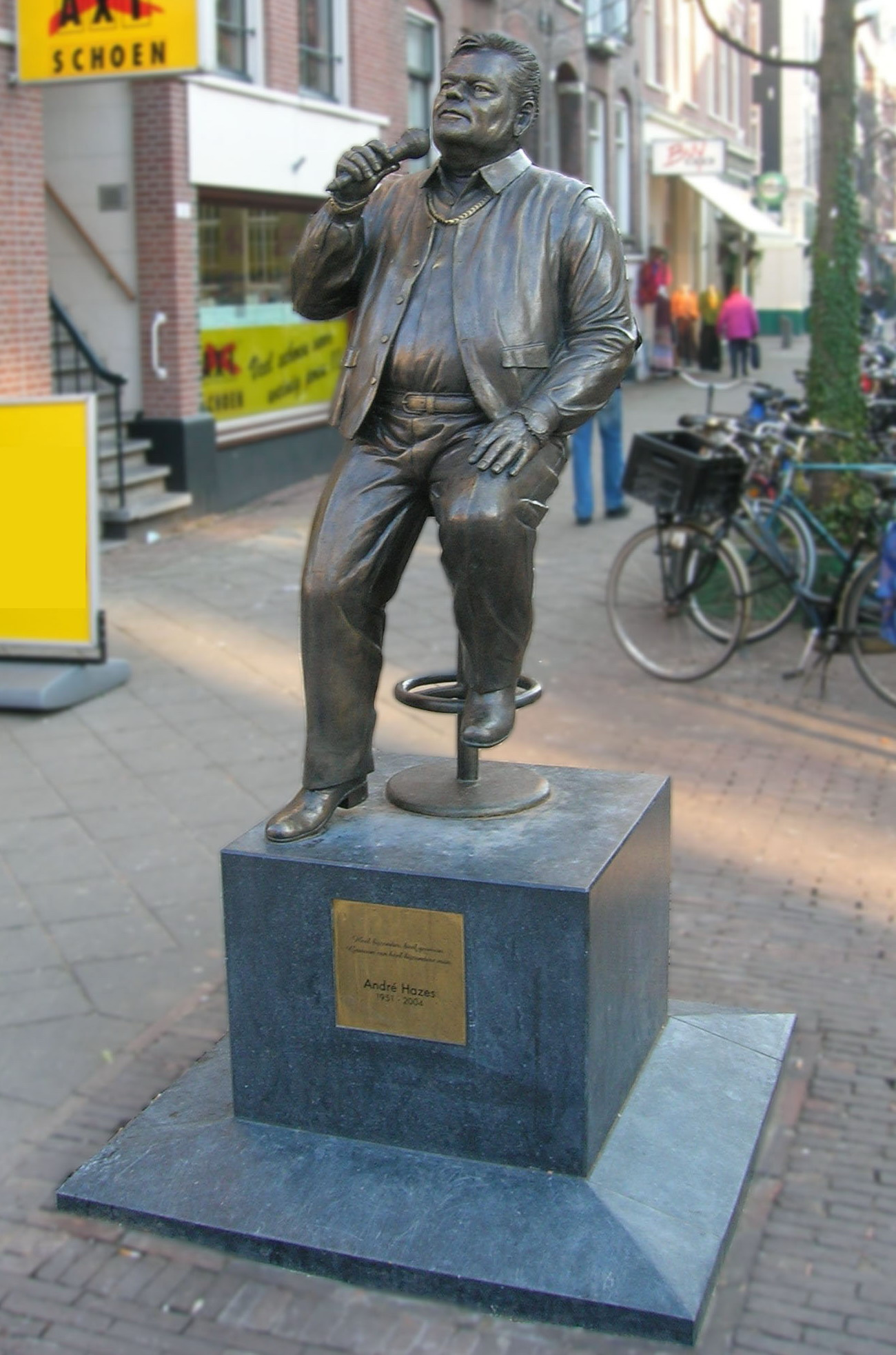
Une statue en mémoire d'André Hazes, dans le quartier où il a grandi.

Il se marie en 1974 avec Annie Dijkstra, avec qui il a une fille. Annie est frappée d'addiction aux jeux d'argent, et divorce en 1979. Il rencontre ensuite Ellen Wolf, avec qui il se marie en 1981 et a un fils en 1982,.
En 1985, à cause de la forte consommation d'alcool, de tabac et d'aspirine, il doit être opéré de l'estomac. En convalescence à Vinkeveen où il boit de l'eau et est frappé par le sevrage, il est aidé par le couple de bouchers van Galen. Leur fille, Rachel, sert de baby-sitter, et André s'éprend d'elle. Il divorce avec Ellen, et se marie avec Rachel à peine un mois après, en 1991. Ils ont deux enfants, Roxeanne et André Jr.